# Medalha Sylvester
A Medalha Sylvester é uma medalha de bronze concedida trianualmente pela Real Sociedade de Londres, laureando contribuições científicas no campo da matemática. É acompanhada por um prémio monetário de 1000 libras.
O prémio foi criado em homenagem a James Joseph Sylvester, professor de geometria da Universidade de Oxford.

## Agraciados[1]
| Ano  | Nº | Imagem | Nome                           | País           | Citação |
| ---- | -- | ------ | ------------------------------ | -------------- | --- |
| 1901 | 1  |        | Henri Poincaré                 | França         | Por suas diversas contribuições à matemática. |
| 1904 | 2  |        | Georg Cantor                   | Alemanha       | Por suas pesquisas brilhantes sobre a teoria dos agragados e do conjunto de pontos do contínuo aritmético, dos números transfinitos e séries de Fourier.                                                          |
| 1907 | 3  |        | Wilhelm Wirtinger              | Áustria        | Por suas contribuições à teoria geral de funções. |
| 1910 | 4  |        | Henry Frederick Baker          | Reino Unido    | Por suas pesquisas sobre a teoria de funções abelianas e sua edição das obras (Collected Works) de Sylvester. |
| 1913 | 5  |        | James Whitbread Lee Glaisher   | Reino Unido    | Por suas pesquisas matemáticas, especialmente aquelas em conexão com a Teoria dos números e a teoria das funções elípticas.                                                                                       |
| 1916 | 6  |        | Gaston Darboux                 | França         | Por suas contribuições à matemática. |
| 1919 | 7  |        | Percy Alexander MacMahon       | Reino Unido    | Por suas contribuições à matemática pura, especialmente em conexão com a partição dos números e análise. |
| 1922 | 8  |        | Tullio Levi-Civita             | Itália         | Por suas pesquisas em geometria e mecânica. |
| 1925 | 9  |        | Alfred North Whitehead         | Reino Unido    | Por suas pesquisas sobre os fundamentos da matemática. |
| 1928 | 10 |        | William Henry Young            | Reino Unido    | Por suas contribuições à teoria das funções e variáveis reais. |
| 1931 | 11 |        | Edmund Taylor Whittaker        | Reino Unido    | Por suas contribuições à matemática pura e aplicada. |
| 1934 | 12 |        | Bertrand Russell               | Reino Unido    | Por seu trabalho fundamental sobre os fundamentos da matemática. |
| 1937 | 13 |        | Augustus Edward Hough Love     | Reino Unido    | |
| 1940 | 14 |        | Godfrey Harold Hardy           | Reino Unido    | |
| 1943 | 15 |        | John Edensor Littlewood        | Reino Unido    | |
| 1946 | 16 |        | George Neville Watson          | Reino Unido    | |
| 1949 | 17 |        | Louis Mordell                  | Reino Unido    | |
| 1952 | 18 |        | Abram Besicovitch              | Rússia         | |
| 1955 | 19 |        | Edward Charles Titchmarsh      | Reino Unido    | |
| 1958 | 20 |        | Max Newman                     | Reino Unido    | |
| 1961 | 21 |        | Philip Hall                    | Reino Unido    | |
| 1964 | 22 |        | Mary Cartwright                | Reino Unido    | |
| 1967 | 23 |        | Harold Davenport               | Reino Unido    | |
| 1970 | 24 |        | George Temple                  | Reino Unido    | |
| 1973 | 25 |        | John Cassels                   | Reino Unido    | |
| 1976 | 26 |        | David George Kendall           | Reino Unido    | |
| 1979 | 27 |        | Graham Higman                  | Reino Unido    | |
| 1982 | 28 |        | Frank Adams                    | Reino Unido    | Por sua solução de diversos problemas fundamentais da topologia algébrica e dos métodos que inventou para este propósito, de undamental importância na teoria sobre o assunto                                     |
| 1985 | 29 |        | John Griggs Thompson           | Estados Unidos | Por suas contribuições fundamentais que conduziram à classificação completa de todos os grupos finitos simples |
| 1988 | 30 |        | Charles Wall                   | Reino Unido    | |
| 1991 | 31 |        | Klaus Friedrich Roth           | Reino Unido    | |
| 1994 | 32 |        | Peter Whittle                  | Nova Zelândia  | |
| 1997 | 33 |        | Harold Scott MacDonald Coxeter | Reino Unido    | |
| 2000 | 34 |        | Nigel Hitchin                  | Reino Unido    | Por suas importantes contribuições para muitas partes da geometria diferencial, combinando isso com geometria complexa, sistemas integráveis e entrelaçamento das idéias mais modernas com a literatura clássica. |
| 2003 | 35 |        | Lennart Carleson               | Suécia         | Por suas contribuições profundas e fundamentais para a matemática no campo da análise e dinâmicas complexas. |
| 2006 | 36 |        | Peter Swinnerton-Dyer          | Reino Unido    | Pelo seu trabalho fundamental na geometria aritmética e suas muitas contribuições para a teoria das equações diferenciais ordinárias.                                                                             |
| 2009 | 37 |        | John Macleod Ball              | Reino Unido    | Pelo seu trabalho seminal em mecânica e análise não-linear e seu fomento da investigação matemática nos países em desenvolvimento.                                                                                |
| 2010 | 38 |        | Graeme Segal                   | Reino Unido    | Pelo seu influente e elegante trabalho sobre o desenvolvimento da topologia, geometria e teoria quântica de campo, fazendo uma ponte entre a física e a matemática pura.                                          |
| 2012 | 39 |        | John Toland                    | Reino Unido    | Por seus teoremas originais e descobertas notáveis em equações diferenciais parciais não lineares, incluindo aplicações a ondas de água.                                                                          |
| 2014 | 40 |        | Ben Green                      | Reino Unido    | Por seus famosos resultados sobre números primos em progressão aritmética e suas provas subsequentes de diversos teoremas espetaculares durante os últimos cinco a dez anos.                                      |
| 2016 | 41 |        | William Timothy Gowers         | Reino Unido    | Por seus resultados inovadores na teoria dos espaços de Banach, combinatória pura e teoria aditiva dos números.                                                                                                   |
| 2018 | 42 |        | Dusa McDuff                    | Reino Unido    | por liderar o desenvolvimento do novo campo da geometria simplética e topologia. |
| 2019 | 43 |        | Peter Sarnak                   | Estados Unidos | por contribuições transformacionais em teoria dos números, combinatória, análise e geometria. |
| 2020 | 44 |        | Bryan John Birch               | Reino Unido    | “Seu trabalho desempenhou um papel importante na condução da teoria das curvas elípticas, por meio da conjectura de Birch-Swinnerton-Dyer e da teoria dos pontos de Heegner.”                                     |
| 2021 | 45 |        | Frances Kirwan                 | Reino Unido    | “Por sua pesquisa sobre quocientes em geometria algébrica, incluindo links com geometria simplética e topologia, que teve muitas aplicações.”                                                                     |